# 6 Lieder An die ferne Geliebte Op. 98
| «                                                                 | […] La integració lírica de les sis cançons del cicle poseeix una solidesa, una íntima relació recíproca i intrínseca que no es produirà mai més a la història d'aquesta manera. | » |
| — Piero Buscaroli, Beethoven: Repertorio completo. Cátedra (1994) | |   |

El cicle de cançons An die ferne Geliebte, op. 98 de Beethoven, és considerat el primer cicle de lied de la història de la musica i l'únic que té aquest compositor al seu catàleg. Va ser escrit l'abril de l'any 1816, tot i que ja apareixia en els quaderns d'esbossos del compositor entre anys 1814-1815, i es fa fer a partir dels poemes de l'autor Alois Isidor Jeitteles; l'obra està pensada per a veu masculina, normalment tenor, i piano. Consta de sis cançons i la seva interpretació sol durar entorn els 15 minuts. Té una peculiaritat: les cançons estan enllaçades una rere l'altra i s'interpreten totes seguides, no poden cantar-se de manera independent.
El Liederkreis de Beethoven va ser precursor dels cicles de lied posteriors, de compositors com Franz Schubert o Robert Schumann, liederiestes per excel·lència.
A la portada de la primera edició apareix el nom de Joseph Franz von Lobkowitz (1772-1816), un noble bohemi reconegut per la seva activitat com a mecenes de molts músics; entre ells en destaca el propi Beethoven. Si ens fixem en aquesta mateixa portada, hi podem observar un cantant que mira cap al cel, on hi ha una dona envoltada de núvols: sembla que les sis cançons del cicle constituirien una espècie de Réquiem per la difunta amant del príncep Lobkowitz, que va morir just abans que es comencés a escriure el cicle. A més a més, és interresant mencionar que les cançons que constitueixen el Liederkreis han estat sovint associades a personalitats femenines que van estar presents en la vida de Beethoven, com Josephine Deym, Therese Malfatti (inspiradora també de l'op.83, Sehnsucht) i Antonia Brentano.

## Els textos

### El poeta Alois Isidor Jeitteles
Jeitelles (1794-1858) va ser un doctor i periodista austríac. Va estudiar medicina entre els anys 1815-1820 i va crear una consulta mèdica a Brünn l'any 1819, compaginant la seva activitat sanitària amb l'escriptura i publicació de poesia, i des de l'any 1848 va ser editor del Brünner Zeitung.
Els poemes recollits a An die ferne Geliebte construeixen la seva obra més coneguda (de fet, és pràcticament desconeguda fora de la seva contribució en aquest Liederkreis), i van ser molt probablement encarregats pel mateix Beethoven per a escriure el cicle, quan l'autor tenia només 22 anys.

### Sinopsi de l'argument
An die ferne Geliebte no presenta una narració cronològica d'esdeveniments, sinó que mostra una evolució cíclica dels sentiments que un home té envers una estimada que es troba allunyada d'ell. D'aquesta manera, els temes i motius musicals tractats a la 1a cançó reapareixeran de la mateixa manera a l'última, creant un cercle (Kreis).
1. L'estimat seu, meditant a la natura, i s'adona de la gran distància que el separa de la seva estimada, i decideix cantar-li cançons perquè ella s'adoni de la pena que sent.
2. El protagonista parla de paisatges idíl·lics on vol estar, que representen la meravella de l'amor que sent per la dona. Res el podria fer marxar, car sentiria una pena massa gran.
3. Amb aquests sentiments, crida els elements de la natura (ocells, arbres, vents de l'oest i raigs de sol) per a que portin el seu missatge d'amor a l'estimada.
4. Ell seu, encisat, veient com els núvols i el cel veuran l'estimada i podran gaudir-la, i els demana que comparteixin aquest plaer amb ell.
5. Una descripció del mes de maig i l'oreneta que construeix el seu niu mostra la joia i alegria que porta al món la primavera, però l'amor de la parella és l'únic lloc on aquesta joia no és present, perquè estan separats.
6. L'estimat demana a la noia que rebi les cançons, i li diu que en cantar-les, es venceran els obstacles que els separaven i tornaran, per fi, a estar junts.

### Textos i traduccions dels poemes[3]
| 1. Auf dem Hügel sitz’ ich spähend Auf dem Hügel sitz’ ich spähend in das blaue Nebelland, nach den fernen Triften sehend, wo ich dich, Geliebte, fand. Weit bin ich von dir geschieden, trennend liegen Berg und Tal zwischen uns und unserm Frieden, unserm Glück und unsrer Qual. Ach, den Blick kannst du nicht sehen, der zu dir so glühend eilt, und die Seufzer, sie verwehen in dem Raume, der uns teilt. Will denn nichts mehr zu dir dringen, nichts der Liebe Bote sein? Singen will ich, Lieder singen, die dir klagen meine Pein! Denn, vor Liebesklang entweichet jeder Raum und jeder Zeit, und ein liebend Herz erreichet was ein liebend Herz geweiht! | 1. Sec dalt d'un turó a l'aguait Sec dalt d'un turó a l'aguait dels camps de boira blava, veient les prades llunyanes on et vaig trobar, estimada. Jo sóc ara lluny de tu, valls i muntanyes ens separen l'un de l'altre i de la nostra pau, de la nostra felicitat i del nostre turment. Ai, tu no pots veure l'esguard que tan ardentment s'apressa al teu envers i els sospirs que s'esvaneixen en l'espai que ens separa. És que no et pot arribar res més, res pot ser el missatger de l'amor? Jo vull cantar, cantar cançons que et parlin de la meva pena! ar el so d'una cançó fa esvair el temps i l'espai i un cor que estima assoleix el que un cor enamorat li ha promès. |
| 2. Wo die Berge so blau Wo die Berge so blau aus dem nebligen Grau schauen herein, wo die Sonne verglüht, wo die Wolke umzieht möchte ich sein! Dort im ruhigen Tal schweigen Schmerzen und Qual wo im Gestein still die Primel dort sinnt weht so leise der Wind, möchte ich sein! Hin zum sinnigen Wald drängt mich Liebesgewalt, innere Pein. Ach, mich zög's nicht von hier, könnt ich, Traute, bei dir ewiglich sein! | 2. Allà on les muntanyes tan blaves Allà on les muntanyes tan blaves, de la grisor de la boira, esguarden cap baix, allà on el sol es va eclipsant, on el núvol es transforma, allà voldria estar! Allà, a la tranquil·la vall, emmudeixen dolors i turments. Allà on, a les roques, la prímula somieja en silenci, on bufa fluixet el vent, allà voldria estar! Vers el bosc somiejador m’empeny la força de l'amor, la pena de l'ànima. Ai, res em podria fer marxar d'aquí si mai pogués, al teu costat, restar per sempre! |
| 3. Leichte Segler in den Höhen Leichte Segler in den Höhen, und du, Bächlein klein und schmal, könnt mein Liebchen ihr erspähen, grüßt sie mir viel tausendmal. Seht ihr, Wolken, sie dann gehen sinnend in dem stillen Tal, laßt mein Bild vor ihr entstehen in dem luft'gen Himmelssaal. Wird sie an den Büschen stehen die nun herbstlich falb und kahl. klagt ihr, wie mir ist geschehen, klagt ihr, Vöglein, meine Qual. Stille Weste, bringt im Wehen hin zu meiner Herzenswahl meine Seufzer, die vergehen wie der Sonne letzter Strahl. Flüstr' ihr zu mein Liebesflehen, laß sie, Bächlein klein und schmal, treu in deinen Wogen sehen meine Tränen ohne Zahl! | 3. Falciots lleugers a les altures Falciots lleugers a les altures i tu, rierol petit i angost, si mai arribeu a veure la meva estimada saludeu-la mil vegades de part meva. Si vosaltres, núvols, la veieu caminar pensarosa per la tranquil·la vall, feu-li aparèixer la meva imatge en l'airívola volta del cel. Si ella es troba prop dels matolls que, tardorencs, estan falbs i esfullats, dieu-li, planyívols, el que m’ha esdevingut, feu-li saber, ocellets, el meu turment. Vent de ponent, bufa fluixet i porta a l'escollida del meu cor els meus sospirs que s'esvaneixen com els darrers raigs del sol. Xiuxiueja-li les meves súpliques d'amor, tu rierol petit i angost, deixa que, amb claredat, pugui veure en les teves ones les meves incomptables llàgrimes.            |
| 4. Diese Wolken in den Höhen Diese Wolken in den Höhen, dieser Vöglein muntrer Zug, werden dich, o Huldin, sehen. Nehmt mich mit im leichten Flug! Diese Weste werden spielen scherzend dir um Wang' und Brust, in den seidnen Locken wühlen. Teilt ich mit euch diese Lust! Hin zu dir von jenen Hügeln emsig dieses Bächlein eilt. Wird ihr Bild sich in dir spiegeln, fließ zurück dann unverweilt! | 4. Aquests núvols al cel Aquests núvols al cel, aquesta joiosa bandada d'ocellets, et veuran, oh encisadora. Preneu-me en el vostre vol lleuger! Aquest vent de ponent jugarà plaguejant a les teves galtes i al teu pit, i desfarà els teus rínxols de seda. Si pogués compartir amb vosaltres aquest goig! Des d'aquells tossals, aquest petit rierol s'apressa al teu envers. Si la teva imatge s'emmiralla en ell, que tantost torni enrere! |
| 5. Es kehret der Maien, es blühet die Au Es kehret der Maien, es blühet die Au, die Lüfte, sie wehen so milde, so lau, geschwätzig die Bäche nun rinnen. Die Schwalbe, die kehret zum wirtlichen Dach, sie baut sich so emsig ihr bräutlich Gemach, die Liebe soll wohnen da drinnen. Sie bringt sich geschäftig von kreuz und von quer manch weicheres Stück zu dem Brautbett hieher, manch wärmendes Stück für die Kleinen. Nun wohnen die Gatten beisammen so treu, was Winter geschieden, verband nun der Mai, was liebet, das weiß er zu einen. Es kehret der Maien, es blühet die Au. die Lüfte, sie wehen so milde, so lau. Nur ich kann nicht ziehen von hinnen. Wenn alles, was liebet, der Frühling vereint, nur unserer Liebe kein Frühling erscheint, und Tränen sind all ihr Gewinnen. | 5. Torna el mes de maig, la parada plena de flors Torna el mes de maig, la prada plena de flors, l'oreig bufa tan suau, tan tebi, barbollant, corren els rierols. L'oreneta torna al recer de la teulada, diligent, basteix la seva cambra nupcial on a dins l'amor s'allotjarà. Amb afany, va portant, d'aquí i d'allà, flonjos escapçalls per al llit de noces, bocins per a l'escalfor dels pollets. Adés, la parella viuen junts i fidels, el que l'hivern separà, el maig ho torna a ajuntar, car ell sap aplegar els que estimen. Torna el mes de maig, la prada plena de flors, l'oreig bufa tan suau, tan tebi. Només jo no puc marxar lluny d'aquí. Quan a tothom que estima la primavera uneix, només al nostre amor cap primavera es fa present i llàgrimes són tot el seu guany. |
| 6. Nimm sie hin denn, diese Lieder Nimm sie hin denn, diese Lieder, die ich dir, Geliebte, sang, singe sie dann abends wieder zu der Laute süßem Klang. Wenn das Dämmrungsrot dann zieht nach dem stillen blauen See, und sein letzter Strahl verglühet hinter jener Bergeshöh; und du singst, was ich gesungen, was mir aus der vollen Brust ohne Kunstgepräng erklungen, nur der Sehnsucht sich bewußt: Dann vor diesen Liedern weichet was geschieden uns so weit, und ein liebend Herz erreichet was ein liebend Herz geweiht. | 6. Accepta doncs aquestes cançons Accepta doncs aquestes cançons que jo, estimada, et cantava, torna-les a cantar els vespres amb el dolç so del llaüt. Quan la vermellor del capvespre s'estén vers el tranquil llac blau i els seus darrers raigs s'extingeixen darrere els cims d'aquelles muntanyes; i quan tu cantes el jo t’havia cantat, tot el que del fons del pit em sortia, sense ostentació artificiosa, conscient només del desig ardent: llavors, amb aquestes cançons, desapareix el que tan temps ens havia separat i un cor que estima aconsegueix el que un cor enamorat li havia promès. |

## Breu anàlisi de les cançons
An die ferne Geliebte té rellevància dins el conjunt de cicles de lied per la unitat formal de què consta: diversos poemes desenvolupats en episodis diferents però alhora enllaçats per un fil conductor, a càrrec del pianista. Cada cançó té una entitat per si sola tot i que no pot ser interpretada com a peça independent de la resta. Degut a aquesta peculiaritat, és un primer exemple dels lieder de manera cíclica que trobarem de manera tan present a la producció alemanya durant el s.XIX, de la mà de Schumann, Schubert, Brahms, Wolf o fins i tot Mahler.
| «                                                              | Es pot afirmar que Beethoven va superar els romàntics en el procés d'unificació del material en haver accentuat la seva interconnexió mitjançant passatges pianístics: "un gran lied en diversos episodi", ha sigut definit aquest op.98, i també "un únic lied extraordinàriament extens". La forma cíclica a què ens referim és, sobretot, el prototip de l'estructura que trobarem en les últimes obres beethovenianes. | » |
| — Amadeo Poggi, Beethoven: Repertorio completo. Cátedra (1994) | |   |

És interessant veure com el compositor construeix aquesta obra en forma de cicle, no només a partir de la repetició de material temàtic del 1r poema i a l'últim, sinó per l'ús que es dona a les tonalitats i per a repetició de motius melòdics:
El recorregut tonal que fan les cançons és el següent:
1. Mi♭ M
2. Sol M
3. La♭ M
4. La♭ M
5. Do M
6. Mi♭ M

Tonalment, l'obra és un cicle (comença i acaba en Mi♭M), i a més a més és simètrica, creant aquest bloc comú de les cançons 3 i 4 en la tonalitat regió subdominant, La♭ M. Jeitteles podria haver pensat aquestes dues cançons com una de sola degut a nombroses característiques comunes entre les dues: la mateixa tonalitat, el mateix contingut poètic i l'existència de motius melòdics semblants.

### Auf dem Hügel sitz' ich spähend
El recorregut harmònic que hi ha en la primera estrofa, en Mi♭M, es mantindrà constant en totes les estrofes posteriors. La melodia, repetida també, és sostinguda per un acompanyament pianístic que modificarà la seva textura en funció del contingut textual de cada estrofa. Aquestes se separen entre elles per un interludi pianístic (que també va variant) amb un motiu que recorda al salt de sisena de la melodia (mi♭-sol), però transportat una 5a cap amunt (si♭-re).
En l'última estrofa (Denn vor Liedesklang entweichet/jeder Raum und jede Zeit) trobem un augment progressiu del tempo sota la indicació nach und nach geschwinder, stringendo que ens porta al final, on el piano conduirà l'harmonia des de Mi♭M cap a la nova tonalitat, SolM, fent un canvi directe des d'un acord de Mi♭M a un acord de SolM en 2a inversió, movent el baix per graus conjunts.
Si ens fixem ara en els seus motius melòdics principals dels primers compassos de Auf dem Hügel sitz' ich spähend, podem arribar a la conclusió que les cançons 2-5 es construeixen totalment a partir d'aquesta.

### Wo die Berge so blau
A l'inici el piano introdueix el cantant amb uns acords que remeten a unes trompes. A més, s'adopta el motiu "1a" que apareix a la mà dreta del piano a la primera cançó i s'utilitza per a crear tot el recorregut melòdic d'aquest número, tant de manera invertida (sol-la-si) com en el seu estat natural (si-la-sol). És certament irònic la manera en què el protagonista descriu on voldria ser (möchte ich sein) però en canvi no és capaç d'anar enlloc, i això ens ho confirma la melodia, fa un recorregut totalment estàtic tornant sempre al sol d'inici.
La segona estrofa de la cançó ens sorprèn amb un pedal de dominant en la tonalitat de DoM, que remet al silenci i la calma del lloc idíl·lic on el protagonista vol arribar (Dort im ruhigen Tal schweigen Schmerzen und Qual). A l'última estrofa es recupera la tonalitat original però amb un augment del tempo (ziemlich geschwind, assai allegro).
Beethoven utilitza dues vegades la indicació poco adagio en aquest final, remarcant les paraules del text innere Pein (pena interna, al c.92) i ewiglich sein (per sempre,ser, al c.99),i això ens podria donar indicis que el cantant estarà en un dolor profund fins que no es torni a unir amb l'estimada.

### Leichte Segler in den Höher
En aquesta cançó trobem les primeres interaccions amb el paisatge natural, moment en què el protagonista iniciarà un viatge cap a l'estimada demanant ajuda als vents i als ocells perquè portin el seu missatge d'amor.
La cançó comença en una nova tonalitat, La♭ M, i utilitza el motiu "2" transportat un interval de 3a ascendent amb figures rítmiques curtes separades per silencis, que podrien representar l'agitació de l'estimat. A partir de la tercera estrofa, l'harmonia fa un gir cap a la tonalitat de La♭ m, i apareixeran altra vegada aturades de tempo o ritardandi que permeten remarcar versos com Klagt ihr, Vöglein! meine Qual (ocells, feu-li saber el meu turment, als cc.130-131), der Sonne letzter Strahl (els últims raigs de sol, cc.140-141) i meine Tränen ohne Zahl (les meves incomptables llàgrimes, cc. 150-151). La repetició d'aquest motiu en el mode menor indicaria la desesperació de qui no aconsegueix retrobar-se amb l'estimada.

### Diese Wolken in den Höhen
A partir d'un pedal de la nota mi♭ des de la cançó anterior es dona pas a aquesta nova melodia, altra vegada en La♭ M, que es construeix a partir del motiu "3", una 4a ascendent. L'acompanyament del piano utilitza mordents i piulets per a representar el cant dels ocells que es mencionen al poema, que converteixen la desesperació del final de Leiche Segler en una nova esperança de recuperar la dona. Al final de l'última estrofa trobem una brusca transició cap a Do M que donarà inici a la cinquena cançó.

### Es kehret der Maien, es blühet die Au
Un interludi del piano, plagat de trinats i en modalitat major, ens recorda que ha arribat la primavera amb el mes de maig, i que els ocells (concretament la mencionada oreneta) construeixen el seu niu. Aquí apareixerà el motiu "4" transportat també una 3a ascendent, i també el motiu "1" invertit (cc.203-205). Tot i que podria semblar que, de la mateixa que es consuma la unió de l'oreneta, els dos amants podrien estar junts, els motius utilitzats encara no es troben en la tonalitat original ni en l'ordre correcte, per tant encara queda camí perquè la parella pugui retrobar-se.

### Nimm sie hin denn, diese Lieder
L'última cançó reprèn els motius "1" i "1a" per a recuperar la 1a cançó i repetir-la més estrictament. Tot i així, en els primers compassos (258-292) la música no fa cap cadència clara en la tonalitat original, i no es fins al cc. 294 on hi apareixerà clarament l'acord de Si♭M amb setena, dominant de Mi♭M. A partir d'aquí es recuperen la tonalitat, el tempo i el compàs del 1r número i es produeix una recapitulació totalment fidel de la melodia original: el viatge psicològic de l'estimat finalitza, cosa que queda clara amb els versos und ein liebend Herz erreichet was ein lieben Herz geweiht! (un cor que estima aconsegueix el que un cor enamorat li havia promès).
L'obra finalitza amb un postludi del piano de 8 compassos que utilitza el motiu principal del cicle, probablement per reiterar que el protagonista seguirà sol.

## Recepció i interpretacions de referència
Artistes de renom especialitzats en el gènere lied  han interpretat aquestes peces en nombroses ocasions. Entre ells, destaquen:
- Fischer Diskau i Gerald Moore
- Fritz Wunderlich i Heinrich Schmidt
- Peter Schreier i Andras Schiff[6]

Cal mencionar també que el pianista hongarès Franz Liszt va fer un arranjament del cicle adaptant-lo per a piano sol, obra que ha esdevingut freqüent en el repertori dels pianistes d'arreu.

### Discografia
(entre d'altres)
- Mattias Goerne i Jan Lisiecki, 2020 (Deutsche Grammophon)
- Kristian Bezuidenhout i Mark Padrmore, 2015 (Harmonia Mundi)
- Christoph Berner i Wener Güra, 2015 (Harmonia Mundi)
- Fischer Diskau, 2013 (Deutsche Grammophon)
- James Giltchrist i Anna Tilbrook, 2013 (Orchid Classics)
- Christian Gerhaher, 2012 (Sony Classical)
- Alfred Brendel i Matthias Goerne, 2005 (Decca)
- Benjamin Britten i Peter Pears, 2005 (Pearl)
- Peter Schreier i Walter Olbetz, 1993 (Berlin Classics)[7]